# سیارک ۲۵۹۸۸
سیارک ۲۵۹۸۸ (به انگلیسی: 25988 Janesuh، نامگذاری:2001FA67)۲۵۹۸۸مین سیارک کشف شده‌است که در ۱۹ مارس ۲۰۰۱ کشف شد.